# 劳动和雇佣标准图书馆
劳动和雇佣标准图书馆（英語：Labor and Employment Standards Library），简作LESLi，是一个美国法律网站。由STR公司（Specialized Technology Resources, Inc.）于2010年2月推出。
该网站是一项互联网资源，帮助学者、采购、法律和投资专业人士获得有关适用于社会责任（social compliance）评估的有关劳工、工资、健康和安全法律的不断更新的信息。LESLi包含可检索的140多个国家的相关法律文本摘录，这些文本从其外语原文翻译成英文。